# Staffan Seeberg
Karl Oskar Staffan Seeberg (Estocolmo, 4 de agosto de 1938) es un escritor y médico sueco.

Se doctoró en 1975 y reside en Båstad. Sus obras son muy críticas con la sociedad.

## Obras
- 1966 – P:s lidanden
- 1967 – Grodorna
- 1968 – Fem berättelser
- 1970 – Vägen genom Vasaparken
- 1971 – Lungfisken
- 1975 – Cancerkandidaterna
- 1977 – Holobukk
- 1980 – Grönlandsskogen
- 1982 – Där havet börjar
- 1985 – Stellas frihet
- 1990 – Därför
- 1995 – Aprilfloden
- 1997 – Lauras ansikte
- 2000 – Ariadnes spår
- 2005 – Sjöjungfruns namn

## Premios
- 1966 – Eckersteinska litteraturpriset
- 1970 – Aftonbladets litteraturpris